# Giovanni Francesco Maria Tenderini
Giovanni Francesco Maria Tenderini (Carrara, 17 ottobre 1668 – Civita Castellana, 1º marzo 1739) è stato un vescovo cattolico italiano. 
Nato a Carrara da nobile famiglia fu vescovo di Civita Castellana e Orte dal 1718 al 1739.

## Biografia
Figlio dei conti Domenico Tenderini e Isabella Ghirlanda nacque nella città di Carrara nel 1668 . Qui compì i primi studi, per poi trasferirsi a Pisa, dove nel 1690 si laureò in utroque iure. Si trasferì quindi a Roma, dove, dopo aver completato gli studi, scelse la vita ecclesiastica.
Ordinato presbitero nel 1698, divenne poco dopo canonico di Santa Prisca.

### Ministero episcopale
Nominato vescovo di Civita Castellana e Orte nel 1718 ricevette la consacrazione episcopale dal cardinale Camillo Cybo, patriarca titolare di Costantinopoli per iniziare, nel 1719, il suo ministero episcopale durante il quale si dedicò alla visita della diocesi, più volte ripetuta, nonché a importanti lavori di ristrutturazione della Cattedrale per i quali si avvalse della collaborazione dell'architetto Gaetano Fabrizi. Riuscì a completare i lavori e dotare la Cattedrale di un nuovo organo, nonostante le ristrettezze economiche e le difficoltà che incontrò nella gestione della mensa vescovile. Nella chiesa vescovile creò una nuova cappella da dedicare alla Madonna della luce dove fece collocare un antico affresco, rinvenuto durante i lavori di ristrutturazione.
Nel 1725 partecipò al Sinodo romano convocato da papa Benedetto XIII e, per invito del pontefice, tenne un’orazione per esortare i suoi confratelli a dare esecuzione a quanto a Roma si stava decretando. In quell’anno fu eletto assistente al soglio pontificio: era il 29 maggio 1725

Nonostante il suo impegno, a causa delle difficoltà economiche, non riuscì a realizzare un seminario diocesano per la formazione dei futuri chierici, né, avendo impegnato in questo progetto le sue forze, a realizzare il sinodo della diocesi a lui affidata.
Grazie alla sua opera di rinnovamento tuttavia il seminario diocesano fu aperto nel 1746 e in modo assai capillare si diffuse l'istruzione, anche delle giovani, con apposite scuole per la loro educazione.
Si può dunque collocare a buona ragione il Tenderini tra i vescovi che nella diocesi di Civita Castellana e Orte produssero un rinnovamento radicale dell'attività pastorale e della vita religiosa.
Tra i protettori del vescovo Tenerini vi fu il cardinale Annibale Albani, con il quale intrattenne un'intensa corrispondenza tra il 1722 e il 1729.

### Culto
Morì a Civita Castellana nel 1739, e l’anno seguente una lapide in sua memoria venne apposta dal cardinale Camillo Cybo nella cattedrale. Immediatamente si pensò di avviare la causa di beatificazione e canonizzazione: dieci anni dopo la sua morte cominciarono a Civita Castellana e Orte i processi sulle virtù e miracoli del Tenderini che, nel 1794, portarono al decreto che lo dichiarava venerabile.
In alcuni testi si trova citato come beato; non risulta tuttavia che egli sia mai stato beatificato, anzi, il vescovo di Civita Castellana, mons. Divo Zadi, ha composto una preghiera per invocare la beatificazione del venerabile Tenderini.

## Genealogia episcopale e successione apostolica
La genealogia episcopale è:
- Cardinale Scipione Rebiba
- Cardinale Giulio Antonio Santori
- Cardinale Girolamo Bernerio, O.P.
- Arcivescovo Galeazzo Sanvitale
- Cardinale Ludovico Ludovisi
- Cardinale Luigi Caetani
- Cardinale Ulderico Carpegna
- Cardinale Paluzzo Paluzzi Altieri degli Albertoni
- Cardinale Gaspare Carpegna
- Cardinale Fabrizio Paolucci
- Cardinale Camillo Cybo
- Vescovo Giovanni Francesco Maria Tenderini